# Lawrencetown (Annapolis)
Lawrencetown – wieś (village) w kanadyjskiej prowincji Nowa Szkocja, w hrabstwie Annapolis, położona na zachód od Middleton, miejscowość spisowa (designated place). Według spisu powszechnego z 2016 obszar miejscowości spisowej to: 5,63 km², a zamieszkiwało wówczas ten obszar 516 osób (gęstość zaludnienia 91,6 os./km²).
Nazwa miejscowości została nadana na cześć gubernatora Nowej Szkocji Charlesa Lawrence’a.